# Nissan Stadium
Nissan Stadium (jap. 日産スタジアム Nissan Sutajiamu; także International Stadium) – wielofunkcyjny stadion położony w japońskim mieście Jokohama. Spotkania domowe rozgrywa na nim klub J-League, Yokohama F. Marinos.

## Historia
Stadion został otwarty w 1998 roku. Posiada 72 327 miejsc siedzących. Rozegrane zostały na nim cztery mecze Mistrzostw Świata 2002, w tym finał turnieju:
Mecze fazy grupowej:
- 9 czerwca:  Japonia 1:0 Rosja
- 11 czerwca:  Arabia Saudyjska 0:3 Irlandia
- 13 czerwca:  Ekwador 1:0 Chorwacja

Finał:
- 30 czerwca:  Brazylia 2:0 Niemcy

## Klubowe Mistrzostwa Świata
Na stadionie rozegranych zostało kilka spotkań Klubowych Mistrzostw Świata w 2005 roku, łącznie z finałem, w którym to São Paulo pokonało Liverpool 1:0. Rok później na obiekcie również odbyły się mecze owego turnieju, oraz finał pomiędzy FC Barcelona i SC Internacional, wygrany przez brazylijski zespół 1:0. W 2007 miał miejsce pojedynek Boca Juniors z AC Milan, w którym zespół z Mediolanu zwyciężył 2:4.

## Szczegóły
- Nazwa: Nissan Stadium
- Pojemność: 72.327
- Gospodarz: Yokohama F. Marinos
- Ukończenie budowy: marzec 1998
- Miejsce: Jokohama, Japonia
- Powierzchnia stadionu: 68 313 m²
- Całkowity obszar: 172 758 m²